# Jane Taylor
Jane Taylor (Londres, 23 de setembre de 1783 - 13 d'abril de 1824), va ser una poetessa i novel·lista anglesa. Va escriure la lletra de la cançó Twinkle Twinkle Little Star el 1806 als 23 anys, quan vivia a Shilling Street, Lavenham, Suffolk. Avui dia el poema es coneix a tot el món, però en general no es coneix la seva autoria. Va ser publicat per primera vegada sota el títol "L'estel" en Rhymes for the Nursery, una col·lecció de poemes de Taylor i la seva germana gran Ann (més tard Ann Gilbert). Les germanes, i la seva autoria en diverses obres, sovint es confonen, donat en part al fet que les seves primeres obres es van publicar conjuntament.
El fill d'Ann Taylor, Josiah Gilbert, va escriure a la seva biografia: "dos petits poemes- 'La meva mare' i 'Twinkle, twinkle, little Star', són potser citats més freqüentment que cap altre; el primer, una història de vida, va ser escrit per Ann, i el segon per Jane; així s'il·lustra la diferència entre ambdues germanes".

## Joventut
Nascuda a la capital britànica, Jane Taylor i la seva família es van traslladar més tard a Colchester, Essex, i a Ongar. Les germanes Taylor van ser part d'una extensa família literària. El seu pare, Isaac Taylor, va ser dibuixant i més tard un ministre dissident. La seva mare, Anne Martin Taylor, va escriure set llibres de consells morals i religiosos, dos d'ells ficticis.

## Obres
El poema Original Poems for Infant Minds by several young persons (escrit per Ann i Jane Taylor i uns altres) va ser publicat per primera vegada en dos volums en 1804 i 1805. Rhymes for the Nursery es va publicar el 1806, i Hymns for Infant Minds el 1808. A Original Poems for Infant Minds (1805) escrit principalment per Ann i Jane Taylor i per Adelaide O'Keeffe, s'indicava qui havia estat l'autora de cada poema. En Rhymes for the Nursery (1806), en canvi, no s'especificava.
Christina Duff Stewart identifica l'autoria de Rhymes for the Nursery, basant-se en una còpia pertanyent a Isaac Taylor, la qual va indicar l'autoria respectiva d'Ann i Jane Taylor. El canonge Isaac era el nebot de Taylor, fill del seu germà Isaac de Stanford Rivers. Stewart també confirma les atribucions d'Original Poems basant-se en els registres de les editorials.
La novel·la Display (1814), de Taylor, té l'estil de Maria Edgeworth, o fins i tot de Jane Austen. La seva obra Essays in Rhyme es va publicar el 1816, i va contenir diversos poemes significatius. A l'obra fictícia Correspondence between a mother and her daughter at school (1817) Taylor va escriure conjuntament amb la seva mare. Al llarg de la seva vida, Jane va escriure diversos assajos, obres de teatre, històries, poemes i cartes que mai van ser publicades.

## Defunció
Jane Taylor va morir de càncer de mama als quaranta anys, amb la seva "ment plena de projectes inconclusos". Va ser enterrada en una església de Ongar.
Després de la seva defunció, el seu germà Isaac va realitzar una col·lecció de diverses de les seves obres, i va incloure una biografia de Jane, publicant tot sota el títol The Writings of Jane Taylor, In Five Volumes (1832).

## Llegat a la cultura popular
L'obra més famosa de Taylor, "Twinkle, Twinkle, Little Star", gairebé sempre apareix sense reconèixer la seva autoria; "la seva estrofa inicial persisteix com si fos folklore, i el nom de la creadora gairebé mai es recorda". Durant segles han circulat versions alternatives, més curtes i paròdies.